# 넓적꼬리도둑갈매기
넓적꼬리도둑갈매기는 도요목 도둑갈매기과의 새이다.

## 생김새
담색형과 암색형으로 나뉜다. 담색형은 이마부터 정수리가 검은색이고 목뒤부터 멱까지 옅은 노란색이다. 몸아랫면은 흰색이다. 여름깃은 숟가락 모양의 중앙꼬리깃이 길게 돌출되어 있다. 겨울깃은 머리와 가슴에 흑갈색 무늬가 있고 꼬리깃이 짧다. 비행할 때 날개 아랫면에 흰 무늬 2개가 보인다. 부리 기부는 흐린 살구색이다.
어린새는 황갈색이 적고 흑갈색이 강하게 보인다. 비행할 때 첫째날개깃 아래에 흰색 무늬 2개가 보인다.

## 생태
유라시아와 북아메리카 북극권에서 번식하고 남쪽으로 이동하여 월동을 한다. 한국에서는 봄이나 가을에 거의 드물게 발견되는 나그네새이다. 먼 바다에서 생활하며 다른 조류한테서 먹이를 빼앗는 습성이 있다. 다른 해양 조류에 비해 높이 나는 편이다.